# Fălticeni
Fălticeni  è un municipio della Romania di 30 033 abitanti, ubicato nel distretto di Suceava, nella regione storica della Moldavia.
Fanno parte dell'area amministrativa anche le località di Șoldănești e Țarna Mare.

## Storia
Il villaggio di Fălticeni viene menzionato per la prima volta in un documento del marzo 1490, mentre in un altro documento del 1554 viene registrata la donazione del villaggio da parte del Principe di Moldavia Alexandru Lăpușneanu al Monastero di Moldovița.
Nell'agosto 1780, in un documento emesso dalla cancelleria del Principe Constantin Moruzi, viene citato un insediamento urbano chiamato Târgul Șoldănești e, nel marzo 1826, un decreto del Principe Ioan Sturdza ne cambiò il nome in quello attuale.

## Cultura
Fălticeni ospita una delle più vaste collezioni di opere di un singolo artista: il Museo Ion Irimescu contiene infatti circa 300 sculture e circa 1.000 disegni dell'artista.
È gemellata con la cittadina piemontese di Chieri (TO).